# 経済企画庁
経済企画庁（けいざいきかくちょう、英語: Economic Planning Agency、略称：EPA）は、2001年（平成13年）1月5日まで存在した日本の中央省庁の一つであり大臣庁で、略称は経企庁（けいきちょう）だった。総理府の外局として設置され、長期経済計画の策定、各省庁間の経済政策の調整、内外の経済動向に関する調査・分析、国民所得の調査等を所掌した。長は国務大臣である経済企画庁長官。

## 沿革
- 1946年（昭和21年）8月12日、内閣所属部局として経済安定本部を設置。
  - 経済安定本部の長は総裁とし、内閣総理大臣があたる。また、総裁の下に国務大臣が務める総務長官を置いた。
  - 経済安定本部は通常、「安本（あんぽん）」という略称で呼ばれ、経済安定本部総務長官は「安本長官（あんぽんちょうかん）」と呼ばれた。政府としては書き言葉である「経本」を正式な略称としたが、語呂の良さも手伝い、話し言葉としての「安本」のほうが広まった。
- 1947年（昭和22年）5月3日、総理庁の設置に伴い、経済安定本部は内閣所属部局から総理庁の機関に移行。
- 1949年（昭和24年）6月1日、国家行政組織法施行に伴い、経済安定本部は総理庁の機関から府省と並ぶ機関に格上げ。これに伴い、これまで総理庁内で並列関係にあった物価庁、経済調査庁を自らの外局とする。
- 1952年（昭和27年）4月1日、物価庁を廃止。経済安定本部の内部部局（物価局）とする。
- 1952年（昭和27年）8月1日、経済安定本部を廃止し、総理府外局として経済審議庁（長官は国務大臣）が発足。なお、経済安定本部の外局だった中央経済調査庁は、行政管理庁に統合。
- 1955年（昭和30年）7月20日、経済企画庁に改称。
- 1957年（昭和32年）8月1日、国家行政組織法改正に伴い、大臣庁は省と同様の組織機構を有することができるようになり、経済企画庁次長に代えて経済企画事務次官を設置。
- 1971年（昭和46年）7月1日、環境庁発足に伴い、経済企画庁国民生活局が所掌していた水質汚濁防止行政を環境庁に移管。
- 1974年（昭和49年）6月26日、国土庁発足に伴い、経済企画庁総合開発局が所掌していた国土開発行政、水資源行政を国土庁に移管。
- 2001年（平成13年）1月6日、中央省庁再編の実施に伴い総理府本府、沖縄開発庁などと統合され内閣府が発足、経済企画庁の業務は内閣府経済財政諮問会議、内閣府政策統括官（経済財政運営担当・経済社会システム担当・経済財政分析担当）、内閣府国民生活局、経済社会総合研究所などに承継（一部は経済産業省に承継[要出典]。）

## 組織
- 長官官房
  - 経済研究所
- 調整局
- 国民生活局
- 物価局
- 総合計画局
- 調査局

## 特性
経済企画庁長官は通常国会において政府四演説に数えられる経済演説を行い、安全保障会議に参加し、経済企画庁の官僚が日本銀行政策委員会に出席する等重要な権限を有していたが、経済企画庁自体の権限はそれほど持たなかったため、業界団体に対して強い影響力を及ぼすことができなかったとされる。また各省庁から上がってくる資料を合冊しているだけの「ホチキス官庁」と揶揄する声もあった。筑紫哲也は小渕内閣で長官に就任した堺屋太一へのテレビインタビューで、経済企画庁ではなく経済「分析」庁ではないか、とその存在意義に疑問を呈した。
一方では、経済企画庁では日本の経済問題について積極的に研究・分析し、政策提言を行っていくという役割が課せられていた。また、「外で認められて一人前」という文化があり、個人レベルで経済問題について上司の許可なく寄稿や執筆を行うことが許されているなど、日本の官庁の中では異例なほど自由な環境にあった。これらのことが大来佐武郎・宮崎勇・金森久雄・香西泰・小峰隆夫ら「官庁エコノミスト」の輩出に寄与してきたとされる。
また、戦前の企画院の流れを汲んで経済白書の編纂・発行を行っており、他省庁より省益・権限が無い故に比較的中立な政治姿勢で国民経済をマクロ経済・ミクロ経済の両面から分析するなど大蔵省・通商産業省等とは一線を画し、その分析成果は経済政策への影響を決して無視できない「影のエリート官庁」と言われた。経済企画庁が担ってきた中期的な経済計画の策定も社会主義国における経済計画（計画経済）とは全く異なったものではあるが、計画の策定段階で政府内部だけでなく経済界や労働組合、消費者団体、学者などを含む国民各層の合意形成に寄与してきたと考えられている。
経済企画庁の機能が内閣府に吸収されると、かつての自由な雰囲気は失われ、官庁エコノミストの輩出サイクルは止まってしまったとも言われている。

## 経済企画事務次官（経済審議庁次長・経済企画庁次長含む）
経済審議庁次長
| 氏名       | 就任日         | 退任日         | 出身       | 備考                           |
| ---------- | -------------- | -------------- | ---------- | ------------------------------ |
| 平井富三郎 | 1952年8月1日   | 1953年11月17日 | 商工・通産 | 通産事務次官                   |
| 長村貞一   | 1953年11月17日 | 1954年7月2日   | 商工・通産 | 通産省通商化学局長、特許庁長官 |
| 石原武夫   | 1954年7月2日   | 1955年7月20日  | 商工・通産 | 通産事務次官                   |

経済企画庁次長
| 氏名     | 就任日         | 退任日         | 出身       | 備考         |
| -------- | -------------- | -------------- | ---------- | ------------ |
| 石原武夫 | 1955年7月20日  | 1955年11月17日 | 商工・通産 | 通産事務次官 |
| 上野幸七 | 1955年11月25日 | 1957年6月15日  | 商工・通産 | 通産事務次官 |
| 徳永久次 | 1957年6月15日  | 1957年8月1日   | 商工・通産 | 通産事務次官 |

経済企画事務次官
| 氏名       | 就任日         | 退任日         | 出身                      | 備考                                     |
| ---------- | -------------- | -------------- | ------------------------- | ---------------------------------------- |
| 徳永久次   | 1957年8月1日   | 1960年5月13日  | 商工・通産                | 通産事務次官                             |
| 小出栄一   | 1960年5月13日  | 1962年7月10日  | 商工・通産                |                                          |
| 大堀弘     | 1962年7月10日  | 1963年10月25日 | 商工・通産                |                                          |
| 松村敬一   | 1963年10月25日 | 1965年6月10日  | 商工・通産                |                                          |
| 中野正一   | 1965年6月10日  | 1967年7月18日  | 商工・通産                |                                          |
| 川出千速   | 1967年7月18日  | 1968年9月20日  | 商工・通産                |                                          |
| 高島節男   | 1968年9月20日  | 1969年12月5日  | 商工・通産                |                                          |
| 鹿野義夫   | 1969年12月5日  | 1972年6月20日  | 大蔵（技官）              | 東工大卒                                 |
| 矢野智雄   | 1972年6月20日  | 1973年7月1日   | 商工・通産                |                                          |
| 新田庚一   | 1973年7月1日   | 1974年6月26日  | 商工・通産                | 東商大卒                                 |
| 宮崎仁     | 1974年6月29日  | 1976年1月20日  | 大蔵（技官）              |                                          |
| 小島英敏   | 1976年1月20日  | 1977年1月21日  | 商工・通産                |                                          |
| 青木慎三   | 1977年1月21日  | 1979年7月20日  | 商工・通産                |                                          |
| 宮崎勇     | 1979年7月20日  | 1981年6月10日  | 経安本から経審→経企に転身 | 東大経卒                                 |
| 藤井直樹   | 1981年6月10日  | 1982年7月2日   | 大蔵                      |                                          |
| 井川博     | 1982年7月2日   | 1983年7月12日  | 通産                      |                                          |
| 田中誠一郎 | 1983年7月12日  | 1984年7月10日  | 通産                      |                                          |
| 谷村昭一   | 1984年7月10日  | 1986年6月3日   | 通産                      | 慶大経卒                                 |
| 大竹宏繁   | 1986年6月3日   | 1987年6月23日  | 大蔵                      |                                          |
| 赤羽隆夫   | 1987年6月23日  | 1989年6月16日  | 建設から経企に転出        | 東大経卒                                 |
| 星野進保   | 1989年6月16日  | 1991年5月15日  | 経企生え抜き組            | 東大経卒、総合研究開発機構（NIRA）理事長 |
| 勝村坦郎   | 1991年5月15日  | 1992年1月21日  | 経企生え抜き組            | 東大院農経専卒                           |
| 冨金原俊二 | 1992年1月21日  | 1993年6月25日  | 大蔵                      | 京大経卒                                 |
| 田中努     | 1993年6月25日  | 1995年6月21日  | 経企生え抜き組            | 都立大経卒、中大教授                     |
| 小林惇     | 1995年6月21日  | 1996年6月21日  | 通産                      |                                          |
| 糠谷真平   | 1996年6月21日  | 1998年6月23日  | 経企生え抜き組            | 東大養卒                                 |
| 塩谷隆英   | 1998年6月23日  | 1999年8月31日  | 経企生え抜き組            |                                          |
| 中名生隆   | 1998年8月31日  | 2001年1月6日   | 経企生え抜き組            | 東大経卒                                 |

## 経済企画審議官
審議官
- 広江運弘（大蔵官僚、大阪陸幼中退、六高、東大法）
- 大竹宏繁（大蔵官僚）
- 赤羽隆夫（建設官僚から経企に転進、東大経卒）
- 川崎弘（通産官僚、京大経卒）
- 浅野義光（大蔵出身、北大卒）
- 横溝雅夫（経企生え抜き組、東大経卒）
- 海野恒男（経企生え抜き組、一橋大経卒）
- 勝村坦郎（経企生え抜き組、東大院農経卒）
- 田中努（経企生え抜き組、都立大経卒）
- 田中章介（経企生え抜き組、埼大経卒）
- 加藤雅（経企生え抜き組、東大経卒）
- 小林惇（通産官僚）
- 吉川淳（経企生え抜き組、阪大経卒）
- 大来洋一（経企生え抜き組、東大経卒。大来佐武郎の子息。政策研究大学院大学教授）
- 井出亜夫（通産官僚、東大経卒）
- 新保生二（経企生え抜き組、東大経卒）

## 経済企画庁出身の著名人（上記以外）
- 大来佐武郎 - 外務大臣
- 都留重人 - 一橋大学学長
- 金森久雄 - 日本経済研究センター理事長
- 野田孜 - 静岡県立大学教授
- 香西泰 - 東京工業大学教授
- 吉冨勝 - アジア開発銀行研究所長、経済産業研究所長
- 及川昭伍 - 国民生活センター理事長、学士会評議員
- 荏開津典生 - 東京大学教授
- 岩田一政 - 東京大学教授、日本銀行副総裁
- 小峰隆夫 - 法政大学教授
- 大平純彦 - 静岡県立大学准教授
- 貞廣彰 - 早稲田大学教授
- 原田泰 - 日本銀行審議委員、大和総研チーフエコノミスト、早稲田大学教授
- 山内直人 - 大阪大学大学院国際公共政策研究科(OSIPP)教授、大阪大学NPO研究情報センター代表

### 関係者
- 森永卓郎 - 1984年から1986年に、日本専売公社（1985年日本たばこ産業に改組）から同庁総合計画局へ出向。